# Stephan Rautenstrauch
Franz Stephan Rautenstrauch (26. července 1734, Blottendorf, dnes Polevsko u Nového Boru – 30. září 1785, Eger, Maďarsko) česko-rakouský římskokatolický kněz, profesor kanonického práva, filozofie a teologie, opat břevnovského kláštera.

## Život
Narodil se v severočeské obci Polevsko u Nového Boru. 
Od roku 1773 byl opatem břevnovsko-broumovského kláštera (51. břevnovský opat). 1774 jmenován studijním ředitelem teologické fakulty v Praze, později ve Vídni.
Navrhl a prosadil reformy ve studiu bohosloví s důrazem na práci s hebrejskými a řeckými originály a praktickou pastoraci.
Spis: Neue allerhöchste Instruction für alle theologischen Facultäten in den kaiserlich-königlichen Erblanden (Nové nejvyšší nařízení pro veškeré teologické fakulty v c. k. dědičných zemích, Vídeň, 1776). Podle Rautenstrauchova návrhu byly v habsburské monarchii od roku 1783 pro jednotnou výuku kněží zřizovány generální semináře (mimo jiné v Praze a v Olomouci).
"Náležel k hlavním sloupům církevní politiky cís. Josefa II. Již jako učitel kleriků svého kláštera se dostal ve spor s pražským arcibiskupem Antonínem Petrem Příchovským, když r. 1769 vydal v duchu Febroniově spis „Prolegomena in ius ecclestiasticum“. Pohnán byv před soud konsistoře, byl odsouzen a opatu jeho se dostalo důtky. Ale spis Rautenstrauchův prostřednictvím van Swietenovým se dostal do rukou Marie Teresie, která, něvědouc o odsouzení, vyznamenala spisovatele zlatou medailí, a arcibiskupu Příchovskému uloženo, aby před konsistoří odevzdal mu vyznamenání a pochválil opata, že pečuje o studium teologické. Po smrti opatově r. 1773 jmenován byl jeho nástupcem. Roku 1774 povýšen na doktora bohosloví a ustanoven za direktora teologické fakulty pražské. Ale již roku 1775 povolán byl do Vídně, kde se stal předsedou duchovní komisse dvorské, a v úřadě tom si získal velké zásluhy o větší vzdělání kleriků světských i duchovních, a za Josefa II. přední měl účast o zřízení škol theologických."
(Denis, Arnošt: Čechy po Bílé Hoře, přel. Jindřich Vančura, II. vydání, I. díl, kniha III. (Osvícený despotism), Matice Llidu, Praha 1911, s. 192n)
Rautenstrauch byl přesvědčeným stoupencem josefinských reforem, které viděly v církvi služebníka osvícenského státu, a patřil k nejbližším císařovým rádcům. Mimo jiné propagoval raabizaci – na benediktinském panství Kladno nechal založit dvě nové vsi Rozdělov a Štěpánov.
Z dalších spisů:
- Institutiones juris ecclesiastici (Základy církevního práva, Praha, 1768),
- Anleitung der systematisch-dogmatischen Theologie (Úvod do systematicko-dogmatické teologie, Vídeň, 1774),
- Synopsis Juris Publici et Privatae (Přehled veřejného a soukromého práva, Vídeň, 1776).